# The Show Must Go On (chanson de Pink Floyd)
Cet article concerne la chanson de Pink Floyd. Pour la chanson de Queen, voir The Show Must Go On.
Pour les articles homonymes, voir The show must go on.
Pistes de The Wall
Comfortably Numb In the Flesh
The Show Must Go On une chanson du groupe de rock progressif britannique Pink Floyd qui apparaît sur l'album The Wall sorti en 1979. Elle est écrite par Roger Waters. Cette chanson commençait la quatrième face sur le disque vinyle original. Cette chanson n'apparaît pas sur le film Pink Floyd The Wall.

## Composition
La chanson est en sol majeur et en quatre temps (4/4). Elle commence en une sorte de ballade avec des chœurs. Roger Waters a voulu créer un effet « Beach Boys » pour les chœurs, et a obtenu l'aide de Bruce Johnston, qui faisait lui-même partie des Beach Boys, pour l'aider à créer cet effet.
Il y avait aussi un couplet de plus sur la démo originale qui a été coupé sur l'album, mais qui a été joué en concert :

« Do I have to stand up? 

Wild eyed in the spotlight 

What a nightmare! Why 

Don't I turn and run. »

Ensuite, le couplet « There must be some mistake... » commence.

## Analyse des paroles
Dans cette chanson, Pink, le personnage principal de l'album, s'apprête à monter sur scène, après que le docteur, sûrement payé par les managers de Pink, l'a bourré de médicaments pour éviter d'annuler le concert. Les paroles ont surtout pour thème la cupidité des promoteurs peu scrupuleux et des managers.
Alternativement, le « spectacle » peut être une métaphore pour la vie. Pink débat sur que faire après avoir construit son mur : il réalise qu'une vie isolée est morne. Il décide alors que « le spectacle doit continuer » mais le stress à l'idée de continuer crée une hallucination commençant dans la chanson suivante, In the Flesh.

## Musiciens
- David Gilmour - guitares, guitare basse, chant
- Nick Mason - batterie, percussions
- Richard Wright - synthétiseur
- Bob Ezrin - piano, synthétiseur
- Joe Chemay - chœurs
- Stan Farber - chœurs
- Jim Haas - chœurs
- Bruce Johnston - chœurs
- John Joyce - chœurs
- Toni Tennille - chœurs